# كيث ثورمان
كيث ثورمان (بالإنجليزية: Keith Thurman)‏ مواليد 23 نوفمبر 1988 في فلوريدا، الولايات المتحدة، هو ملاكم محترف أمريكي يصنف ضمن فئة وزن خفيف المتوسط. حقق بطولة رابطة الملاكمة العالمية.

## إحصائيات
خاض خلال مسيرته 33 نزالا، فاز في 31 ولم يخسر. فاز بالضربة القاضية في 23 نزالا.

## روابط خارجية
- كيث ثورمان على موقع بوكس ريك (الإنجليزية) (registration required)